# Lindneromyia brunettii
Lindneromyia brunettii är en tvåvingeart som först beskrevs av Kessel och Clopton 1969.  Lindneromyia brunettii ingår i släktet Lindneromyia och familjen svampflugor. Inga underarter finns listade i Catalogue of Life.